# Андреевка (Тёпло-Огарёвский район)
Андреевка — деревня в Тёпло-Огарёвском районе Тульской области России.
В рамках административно-территориального устройства входит в Мосюковский сельский округ Тёпло-Огарёвского района, в рамках организации местного самоуправления включается в Нарышкинское сельское поселение.

## География
Географическое положение
Расположена в 5 км к юго-востоку от районного центра, рабочего посёлка Тёплое, и в 68 км к югу от областного центра, города Тула.
Ближайшие населённые пункты
В радиусе 8 километров от Андреевки находится 21 населённый пункт (все относятся к Тёпло-Огарёвскому району) на расстоянии: Раевка 2 км, Петровский Хутор 3 км, Сергеево-Ржавка 3 км, Елизаветино 3 км, Масюковка 4 км, Волчья Дубрава 4 км, Майская Роза 4 км, Варваринский 4 км, Теплое 5 км, Озерно 5 км, Рублино 5 км, Большое Огарево 6 км, Красногвардеец 7 км, Хомутовка 7 км, Александровка 8 км, Ломовский 8 км, Горьковский 8 км, Введенка 8 км, Петровское 8 км, Борисовка 8 км, Дикополье 8 км.

## Население
| 2002 | 2010 |
| ---- | ---- |
| 144  | ↘107 |

## Известные жители
17 октября 1924 года в Андреевке родился Сергей Борисович Дронов (1924—1984) — передовик советской строительной промышленности, Герой Социалистического Труда (1971).

## Инфраструктура
Личное подсобное хозяйство.

## Транспорт
Стоит на автомобильной дороге общего пользования регионального значения 70К-125 Лапотково — Ефремов.
Остановка общественного транспорта «Андреевка».